# Johannes van den Bosch

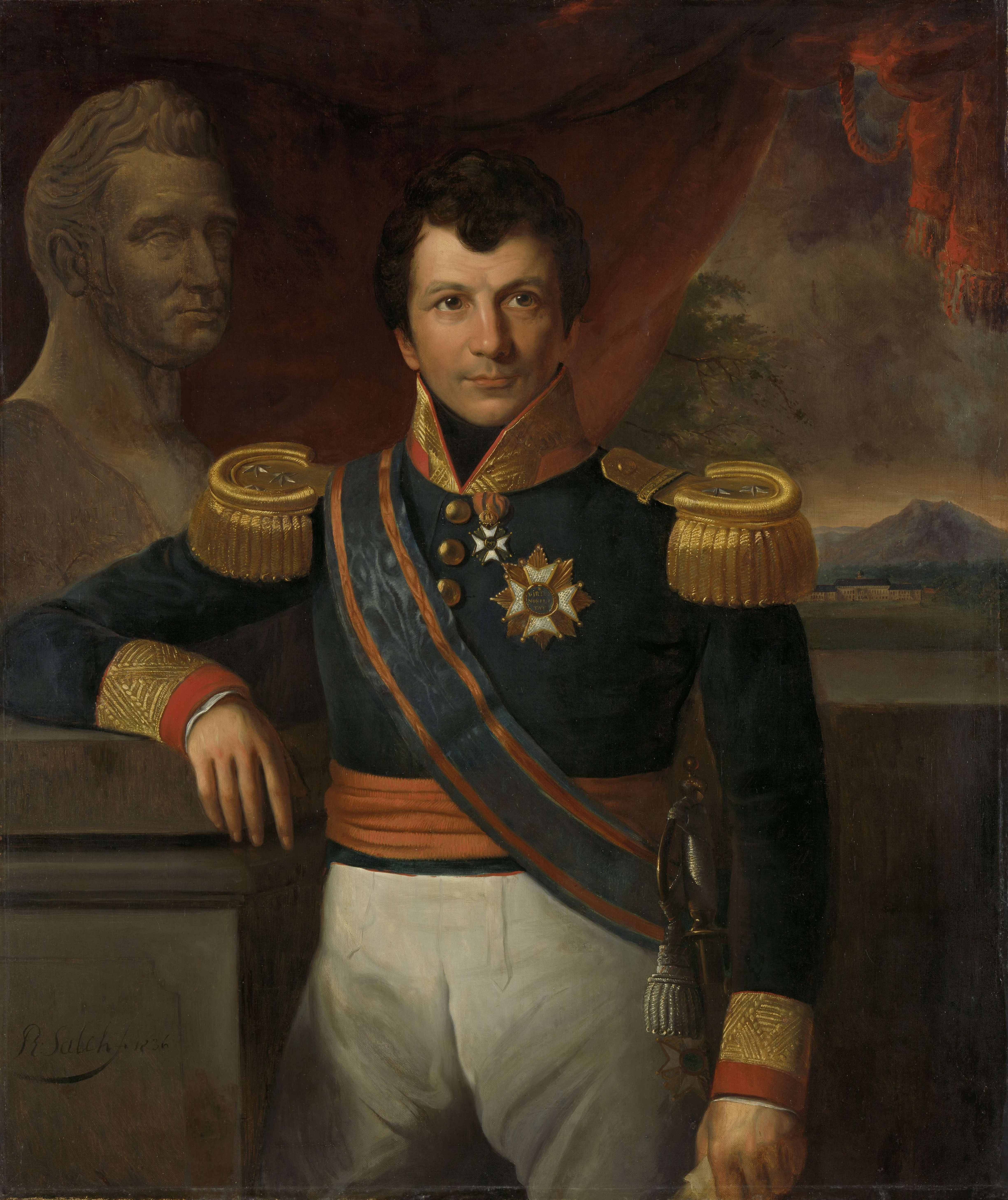
Gouverneur-generaal Johannes van den Bosch door Sarief Bastaman Saleh (1836)

Johannes graaf van den Bosch (Herwijnen, 2 februari 1780 – Den Haag, 28 januari 1844) was een hoge Nederlandse militair en staatsman. Hij was onder meer commandant van het Nederlands-Indische leger, gouverneur-generaal van Nederlands-Indië, minister van Koloniën en minister van Staat. Hij kreeg als onderscheiding de benoeming tot officier in de Militaire Willems-Orde.

## Familie
Van den Bosch was een zoon van de chirurgijn Johannes van den Bosch (1726-1809) en diens tweede vrouw Adriana Poningh (1749-1804).
Van den Bosch is tweemaal gehuwd geweest. In 1804 trad hij in het huwelijk met Catharina Lucretia de Sandol Roy (1786-1814), die met hem vier dochters en drie zonen kreeg. Na haar overlijden in 1814 ging hij samenwonen met Rudolphina Wilhelmina Elizabeth de Sturler (1799-1873), met wie hij in 1823 in het huwelijk trad en die met hem twee zonen kreeg.

## Nederlands-Indië (1798-1808)
Van den Bosch werd in 1797 benoemd tot luitenant der genie en op zijn verzoek om op eigen kosten bij de genie in Indië te worden geplaatst, in 1798 aangesteld als eerste luitenant bij het garnizoen te Batavia. Op 6 februari 1801 werd hij bevorderd tot kapitein en benoemd tot adjudant bij gouverneur-generaal Van Overstraten; in 1802 werd hij belast met de directie van het topografisch bureau te Batavia. Op 15 mei 1804 werd Van den Bosch benoemd tot majoor-adjudant bij gouverneur-generaal Siberg en op 25 februari 1807 bevorderd tot luitenant-kolonel en adjunct-generaal bij gouverneur-generaal Wiese. Nadat in januari 1808 maarschalk Daendels als gouverneur-generaal te Batavia was aangekomen werd Van den Bosch, wiens schoonvader, brigadier-generaal de Sandol Roy, door Daendels van het commando over de troepen was ontheven wegens een ernstig meningsverschil, op 18 mei 1808, op eigen verzoek, eervol uit de militaire dienst ontslagen met de rang van kolonel.

## Nederland (1810-1827)

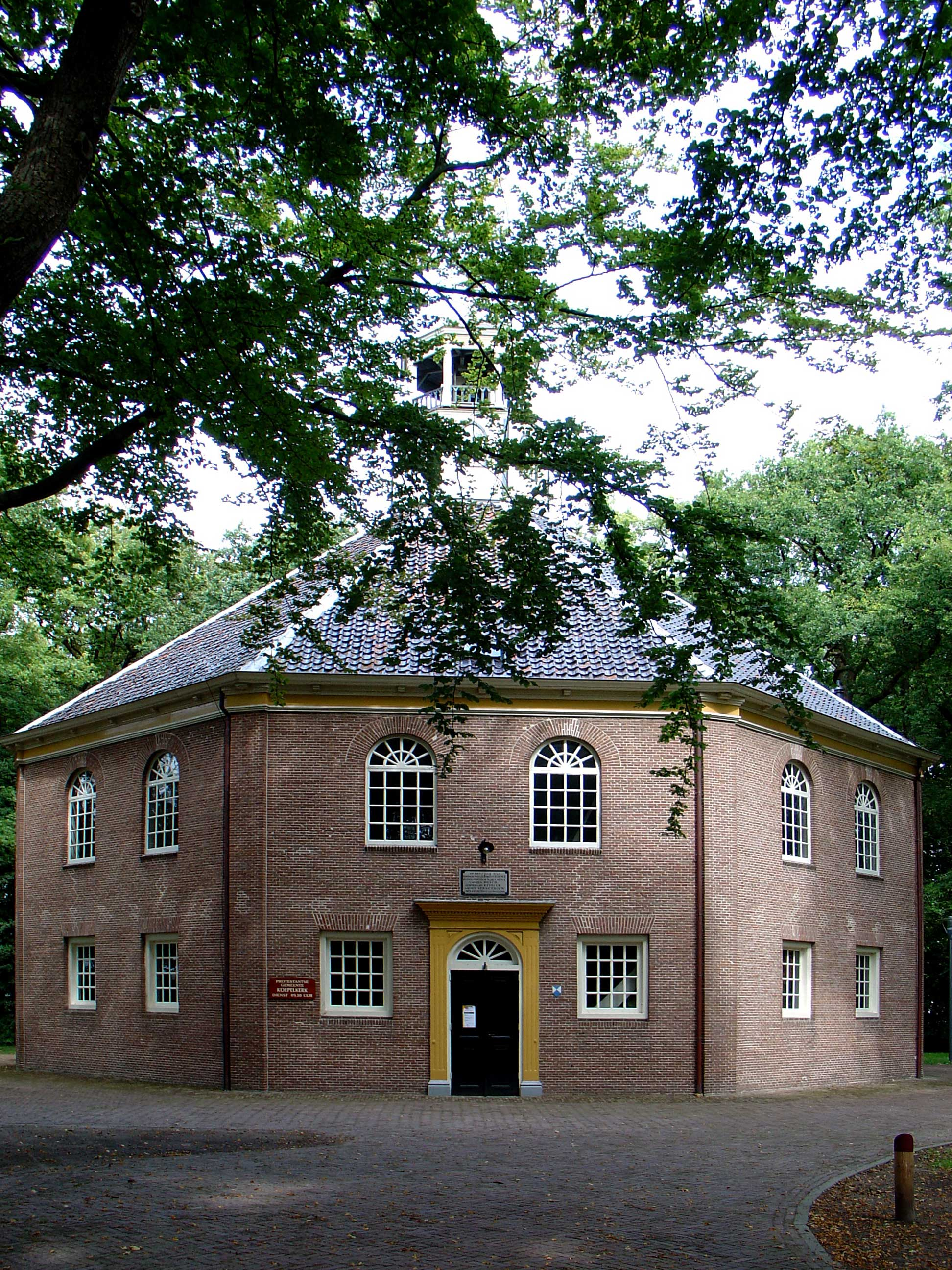
Protestantse kerk van Veenhuizen waarvan de eerste steen in 1825 werd gelegd door de tweede echtgenote van Johannes van den Bosch

Van den Bosch vertrok in november 1810 naar Nederland; op zijn reis daarheen werd hij door een Brits oorlogsschip krijgsgevangen gemaakt en naar Engeland gevoerd, waar hij ongeveer twee jaar in krijgsgevangenschap bleef; in november 1813 behoorde hij tot de eerste militairen, die zich bij het voorlopige bewind aansloten; op 23 november nam hij, op aandrang van de commissarissen-generaal te Amsterdam, in naam van de Prins van Oranje, Utrecht in bezit, waar hij een provisioneel bestuur instelde. Op 25 november 1813 trad hij op als kolonel-adjudant van generaal-majoor gouverneur van de stad Amsterdam, Kraijenhoff. Als zodanig was hij gedurende de wintermaanden van 1813 en 1814 belast met de insluiting van de vesting Naarden, een van de plaatsen, die nog door de Fransen bezet werden gehouden. Op 28 februari 1815 werd Van den Bosch benoemd tot kolonel bij de Generale Staf en belast met de directie van alle zaken betreffende de troepen, die voor de koloniën bestemd waren. Op 1 april daarop volgend werd hij benoemd tot chef van de staf bij luitenant-generaal baron Constant Villars te Maastricht, waar hij zich gedurende de Slag bij Waterloo bevond. Op 8 juli 1815 werd hem de Militaire Willemsorde 3de klasse toegekend. Op 24 november 1816 volgde een benoeming tot generaal-majoor titulair. Met ingang van 1 januari 1819 trad hij uit de militaire dienst om zich met alle krachten te kunnen wijden aan de Maatschappij van Weldadigheid.
Hij begon in 1818 met zijn pogingen om behoeftige stedelingen over te brengen naar de nog onbebouwde streken van Overijssel en Drenthe, waarvan de oprichting der vrije koloniën van de Maatschappij van Weldadigheid het gevolg was. Na veel tegenwerking liet hij zich overhalen daaraan ook bedelaarsgestichten te verbinden, hetgeen nadelig werkte op het oorspronkelijke plan. Lange tijd voerde Van den Bosch zelf het beheer over de door hem gestichte koloniën en woonde hij in de nabijheid daarvan. Hij werd op 23 september 1823 aangesteld als administrateur voor de nationale militie en schutterijen bij het Ministerie van Binnenlandse Zaken en Waterstaat.

## West-Indië (1827-1828)
Op 12 oktober 1827 werd Van den Bosch naar West-Indië gezonden als commissaris-generaal, vertegenwoordiger van de Koning, om de stand van zaken in het algemeen te onderzoeken en alles te doen wat tot een grotere welvaart van de volksplantingen en tot verbetering van het koloniale stelsel leiden kon. Kort na aankomst op Curaçao richtte hij de Curaçaosche bank, een voorloper van de Centrale Bank van Curaçao en Sint Maarten, op. Hij kwam op 28 april 1828 in Suriname aan en arresteerde reeds op 21 juli, onder nadere goedkeuring van de koning, een nieuw reglement op het beleid van de regering; hoewel hij ook andere hervormingen tot stand bracht en zijn handelingen de goedkeuring van de koning wegdroegen, werd het hoofddoel van zijn zending niet bereikt, daar de inkomsten van die koloniën ontoereikend bleven om de uitgaven te dekken; Van den Bosch keerde op 1 augustus 1828 terug naar Nederland.

## Nederlands-Indië (1828 - 1834)
Toen commissaris-generaal in Nederlands Oost-Indië, Leonard du Bus de Gisignies, naar Nederland zou terugkeren, werd tegen de algemene verwachting dat luitenant-generaal de Kock zijn opvolger zou zijn, op 16 oktober 1828 Van den Bosch tot luitenant-generaal, gouverneur-generaal van Nederlands-Indië benoemd. Evenals in 1827 vóór zijn zending naar West-Indië had Van den Bosch ook nu verzocht niet in aanmerking te komen vooral wegens de belangen der Maatschappij van Weldadigheid, voor welke hij, ook na zijn terugkomst uit Indië, bleef ijveren. Zijn vertrek werd vertraagd door herhaalde beraadslagingen met de koning en de ministers omtrent de beginselen van bestuur die door hem gevolgd zouden worden, in het bijzonder met betrekking tot het stelsel, neergelegd in het rapport van commissaris-generaal Du Bus de Gisignies, steunend op vrije arbeid en uitgifte van woeste gronden, waarvan minister van Koloniën Elout een voorstander was, beraadslagingen, die tot gevolg hadden dat Elout zijn ontslag nam, ondanks pogingen van Van den Bosch om hem daarvan terug te houden. Van den Bosch vertrok op 24 juli 1829 uit Nederland aan boord van het fregat Rupel met een persoonlijke instructie, waarin de financiële aangelegenheden op de voorgrond waren gesteld. Hij kwam op 2 januari 1830 te Batavia aan, waar hij op 16 januari als gouverneur-generaal optrad. Drie dagen later werd een door de Koning gearresteerd regeringsreglement, waarbij de macht en de verantwoordelijkheid van de gouverneur-generaal werden uitgebreid, in werking gesteld.

### Politieke en economische situatie

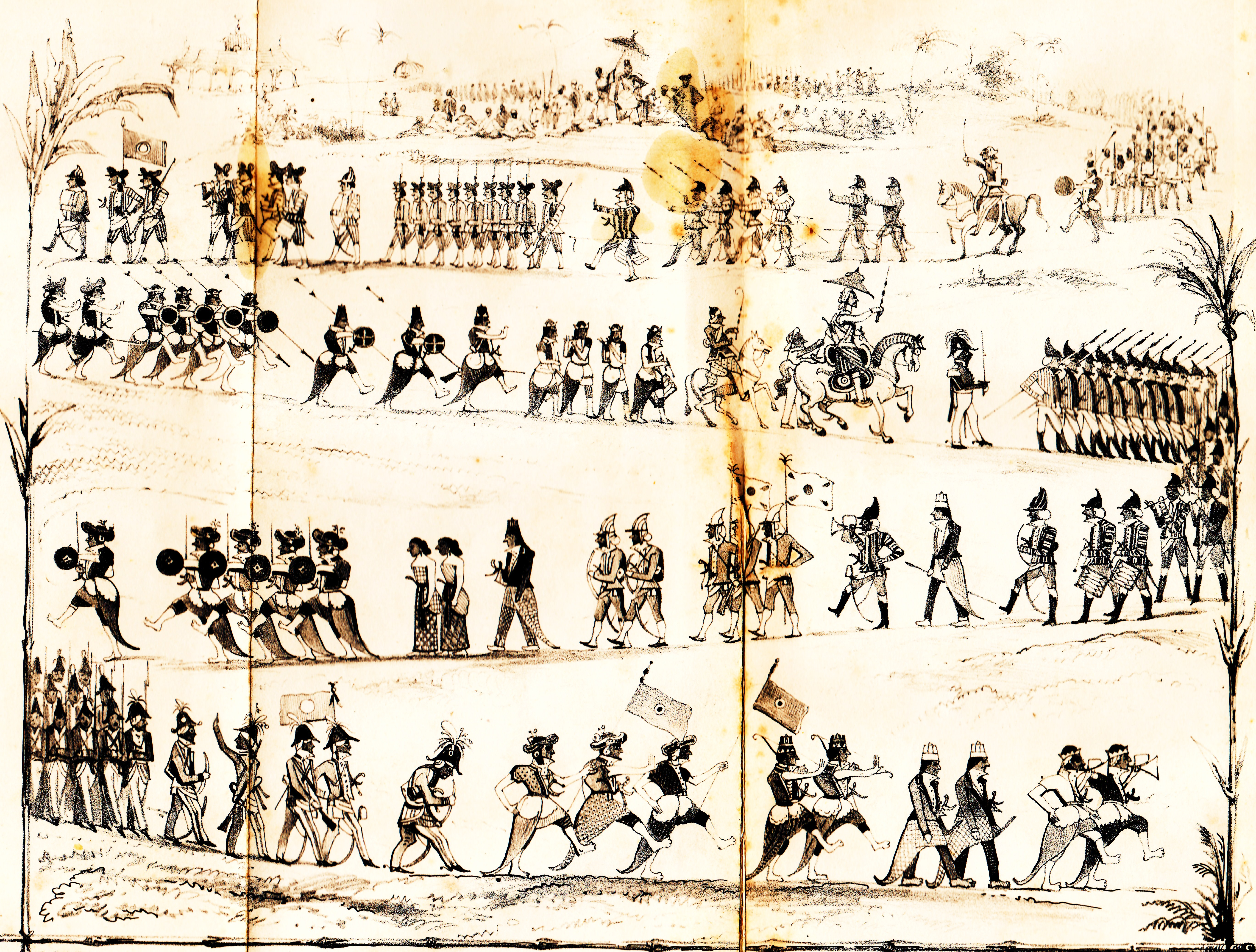
De troepen van de sultan van Djokjakarta

Het hoofddoel van de zending van Van den Bosch was het stelsel van bestuur in Indië zodanig in te richten, dat de Oost-Indische bezittingen in de kosten van het eigen onderhoud zouden kunnen voorzien; dat haar productief vermogen werd vermeerderd en dat zij meer aan de belangen van de Nederlandse handel (waaronder die van de Nederlandsche Handel-Maatschappij wel in de eerste plaats genoemd zou mogen worden) en van de Nederlandse industrie dienstbaar zou worden gemaakt. Omdat bij de komst van Van den Bosch in Indië de opstand in Midden-Java reeds was gedempt en ten gevolge van de gevangenneming van Diepo Negoro, een paar maanden nadat Van den Bosch het bestuur had aanvaard, de rust op Java was weergekeerd, waren de omstandigheden niet ongunstig voor de verwezenlijking van hetgeen Van den Bosch beoogde. In de eerste plaats moesten echter schikkingen worden getroffen met de vorsten van Soerakarta en Djokjakarta, die aanzienlijke landstreken, tot hun gebied behorend, moesten afstaan; daarbij moesten ook de apanages der prinsen, zowel van hen die getrouw gebleven waren als van hen die zich gedurende de opstand hadden afgescheiden, geregeld worden. Verder moest de organisatie van de vier nieuwe residenties Bandjoemas, Bagelen, Madioen en Kediri plaats hebben. Daarna kon Van den Bosch zich aan zijn hoofddoel wijden.

### Het Cultuurstelsel

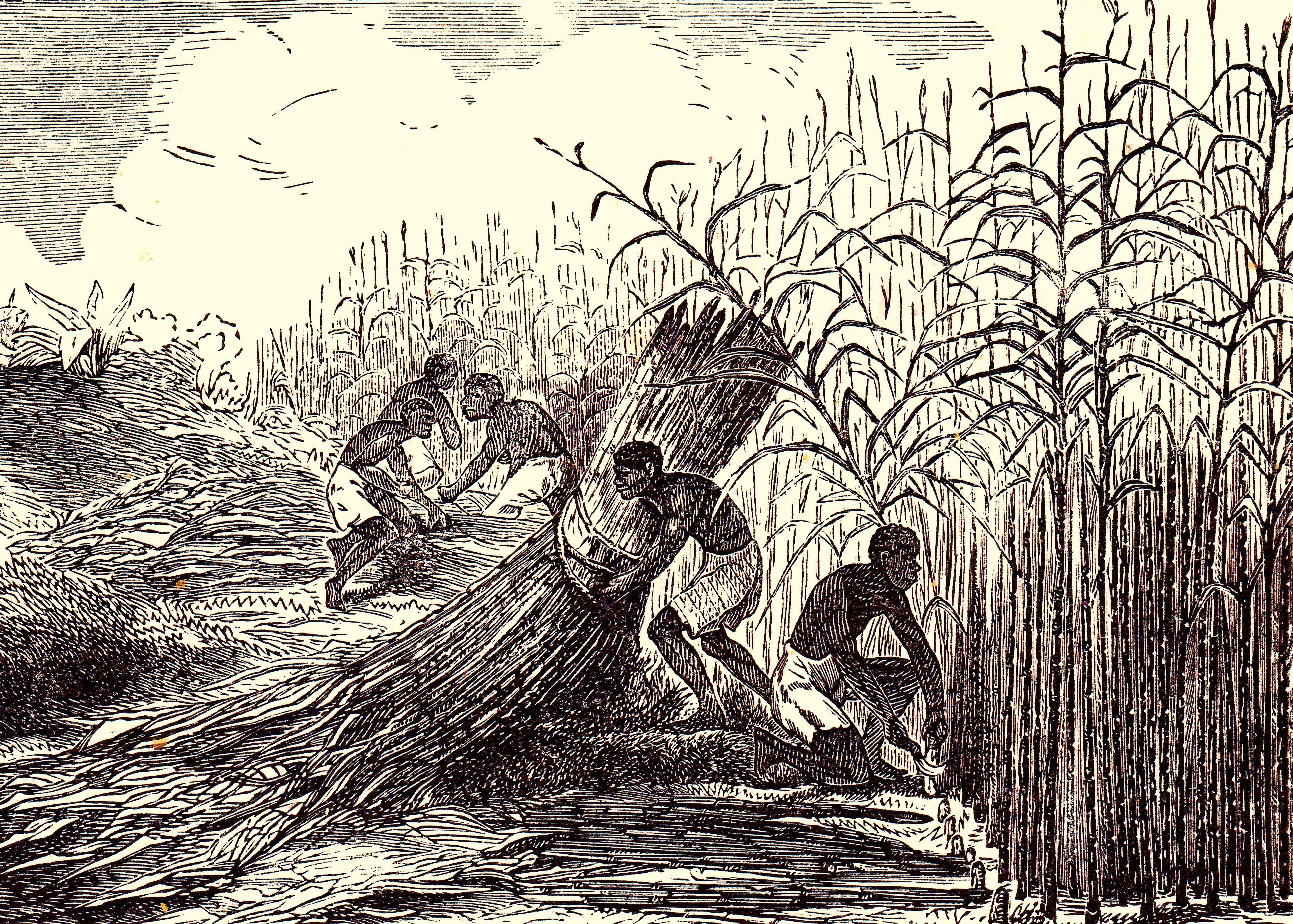
Suikerriet-plantage

Hoewel Van den Bosch zich in zijn eerdere geschriften een, zij het ook niet onbepaald, voorstander getoond had van vrije handel en vrije arbeid en hij zich er tegen verklaard had de inlander meer te belasten dan al gebeurde, gaf hij al voor zijn vertrek in zijn Nota van 6 maart 1829 over de kolonisatie op Java te kennen, dat zijns inziens de duurdere en zwakkere werkkrachten aldaar en de hogere vrachtkosten ten gevolge van de langere afstand, bij de concurrentie met West-Indië en Amerika, Europese ondernemers zouden afschrikken om er ondernemingen met vrije arbeid te vestigen. Toch achtte hij de teelt van producten voor de algemene markt beslist noodzakelijk ten einde gouden en zilveren species machtig te worden zonder welke geen lasten geregeld kunnen worden voldaan en zonder welke het gouvernement de krachtigste hefboom mist, om de slapende krachten der bevolking in beweging te brengen en in het algemeen belang aan te wenden. Op een andere plaats stelde Van den Bosch in het licht, dat zonder voortbrenging van producten voor de algemene markt en aldus zonder natuurlijke toevloeiing van specie, ieder land, en dus ook Java, meer en meer verarmen moest. Om hierin te voorzien moest de Javaan werken, net zoals de inwoners van andere landen veelal daartoe werden gedwongen door de noodzakelijkheid om in hun levensonderhoud te voorzien. Al zes maanden na de aankomst van Van den Bosch op Java deed hij schriftelijke voorstellen aan de Raad van Indië tot uitbreiding van de teelt van producten voor de Europese markt. Hij wilde gebruik blijven maken van de door zijn voorganger ingestelde commissies van landbouw en aanvankelijk nog alles tot stand brengen door vrije industrie van Europeanen, Chinezen en vrijwillige arbeid van Javanen. In de jaren 1830 en 1831 kwamen dan ook enige suiker- en indigocontracten op die voet tot stand. Maar door de overgrote behoefte aan geld van het moederland na het begin van de Belgische omwenteling in 1830, was een grotere uitbreiding der cultures nodig dan op die wijze verkregen werd. Het beheer en de leiding van de cultures werd nu uit handen van de commissies van landbouw en in de hand van de regering genomen. Wel liet Van den Bosch de particuliere industrie naast de gedwongen cultures bestaan en werd zij zelfs door het gouvernement gesteund, maar meer en meer geraakten de gouvernementscultures op de vóór- en de particuliere industrie op de achtergrond. Het planten, bereiden en leveren van koffie en indigo op grote schaal werd, in beginsel - maar, zoals later bleek, niet in de praktijk - tegen betaling van landrente voor de Javaan verplicht, evenals het planten van suikerriet en het leveren daarvan aan de fabrieken. Aan hen die fabrieken oprichtten werden voorschotten verstrekt. Ook richtte het gouvernement zelf fabrieken op. Een van de hoofdbeginselen van Van den Bosch was, dat het Nederlandse bestuur zich zo min mogelijk met de inwendige aangelegenheden der Javanen moest bemoeien en deze net als de regelingen betreffende de cultures moest overlaten aan de hoofden. Om hen en ook de Europese ambtenaren aan te moedigen, werden hun voordelen uit de cultures toegekend. Doordat het gouvernement de producten door Nederlandse schepen deed overbrengen, ging dat eerder meestal door handelaren uit het Verenigd Koninkrijk van Groot-Brittannië en Ierland verzorgde transport in Nederlandse handen over. In de Raad van Nederlands Indië ondervond Van den Bosch tegenwerking van de kant van het lid Merkus, die zelfs ontslag uit zijn functie had verzocht omdat hij zich met de plannen van de nieuwe gouverneur-generaal niet kon verenigen; aan zijn verzoek werd echter op aandrang van Van den Bosch niet voldaan.

### Kanttekeningen bij het Cultuurstelsel

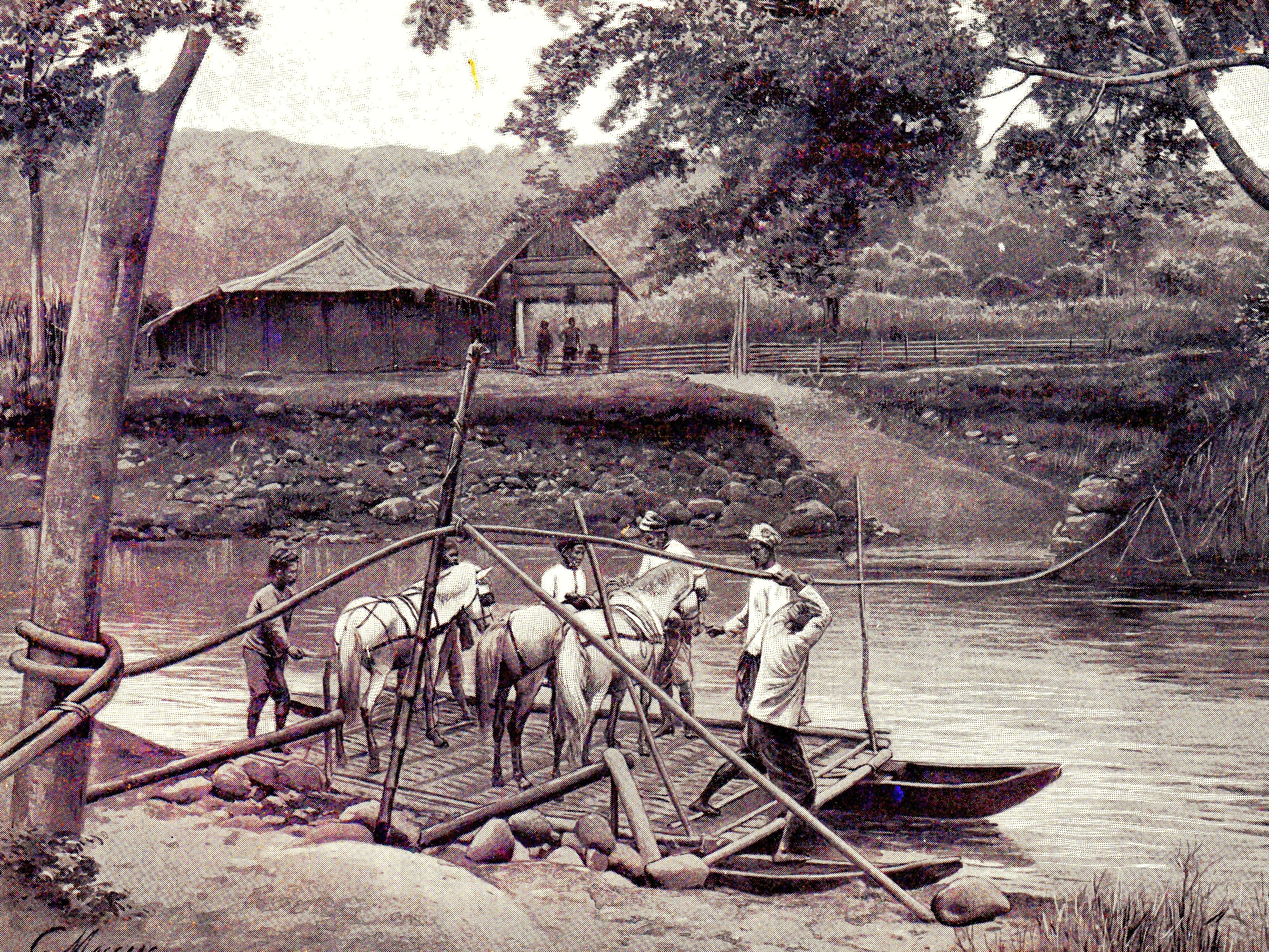
Rivier te Tji Mandiri, Java

Ten gevolge van het door Van den Bosch ingevoerde stelsel, dat in de volgende jaren werd verbeterd en aanzienlijk uitgebreid, vloeiden in de loop der tijd grote sommen in de Nederlandse schatkist en werd Nederlands Indië financieel onafhankelijk van het moederland, terwijl ook handel en industrie, die in verval waren geraakt, gingen bloeien, maar zeker was het dat daardoor aan de Javaan grote belemmeringen en zware verplichtingen werden opgelegd, omdat het werk tegen te lage beloning en feitelijk gedwongen plaats had, terwijl door het streven om de "batige sloten" zo hoog mogelijk op te voeren, onvoldoende voorzien werd in de behoeften van het land en de ontwikkeling daarvan werd belemmerd. Opmerking verdient echter, dat baron van Hoëvell, een van de krachtigste bestrijders der koloniale exploitatie-politiek, in de Tweede Kamer (8 mei 1851) erkende, dat, naar zijn mening, vóór 1830 het Cultuurstelsel, zoals het voortsproot uit het brein van Van den Bosch, niet zoals het uitgevoerd werd, misschien het enige mogelijke en uitvoerbare was, om Java productief te maken voor de Europese markt; hij voegde daarbij, dat al die schilderingen, die destijds in de Kamer werden opgehangen omtrent de ongelukkige toestand van de Javaanse bevolking, waarheid bevatten. Dit zou echter, volgens hem, geen noodzakelijk gevolg van het stelsel zijn geweest, maar het was te wijten aan de wijze, waarop het ten uitvoer was gebracht. Door de zending van te veel producten naar Nederland, buiten de handel om, werd een nadelige invloed uitgeoefend op het munt- en bankwezen; de kopercirculatie werd op onrustbarende manier uitgebreid. Door de tegenwerking, die Van den Bosch bij de invoering der door hem gewenste maatregelen ondervond en die invloed had op zijn gestel, gaf hij reeds in oktober 1830 en andermaal in maart 1831 de wens te kennen, naar het vaderland terug te keren. Maar op een besliste wens van de koning bleef hij in functie, maar werd Baud, die zich met zijn inzichten kon verenigen, in september 1832 naar Indië gezonden, om als eerste ambtenaar, op de gouverneur-generaal volgend, werkzaam te zijn en het bestuur over te nemen, als Van den Bosch Nederlands Indië zou verlaten. Van den Bosch hield zich nu op met de inrichting van bestuur en administratie op Sumatra's Westkust en vertrok op 15 oktober naar Batavia, waar hij op 13 november aankwam. Omdat hij grote plannen voor Sumatra koesterde en hij in verband met het in 1824 met Engeland gesloten traktaat het gehele eiland wilde onderwerpen, gaf hij nog het bevel Bondjol in te nemen en het Nederlandse gebied naar het binnenland zover mogelijk en aan de westkust tot Singkel uit te breiden. Hij maakte van de omstandigheid gebruik dat de sultan van Djambi vijandelijkheden in het gebied rond Palembang had gepleegd om hem te noodzaken tot het sluiten van een verdrag. Onder meer werd hierbij het recht vastgelegd tot het bezetten van Moeara-Kompeh aan de rivier van Djambi, waardoor, naar de mening van Van den Bosch, de Nederlanders in de gelegenheid zouden zijn de handel van Djambi en daardoor het gebied zelf te beheersen. Zijn adjudant was de in de Padri-oorlogen door de wol geverfde luitenant-kolonel Bauer.

## Terug in Nederland

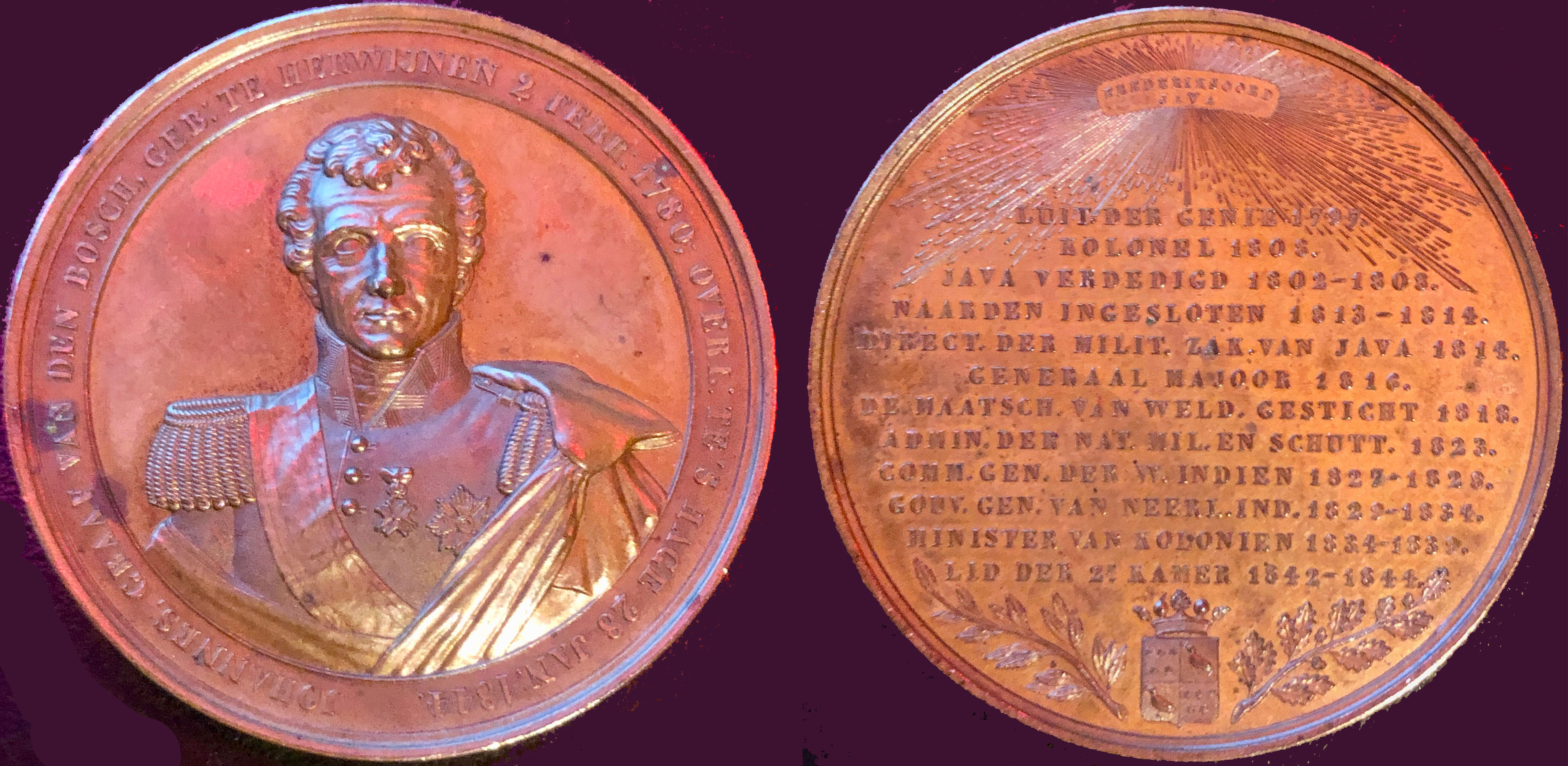
De in 1845 geslagen herdenkingspenning voor Johannes van den Bosch

Op 31 januari 1834 trad Van den Bosch af als gouverneur-generaal van Indië. In mei 1834 was hij terug in Nederland, waar nog diezelfde maand werd benoemd tot minister van Koloniën met de opdracht door bestendiging en uitbreiding van het door hem in Indië ingevoerde maar omstreden Cultuurstelsel de toestand van 's Rijks schatkist te verbeteren. Toen de Tweede Kamer in 1839 weigerde een lening af te sluiten met de verkoop van Indische producten als wijze van aflossen trad Van den Bosch af als minister. Aan een dringend verzoek van zowel oppositie als regeringsaanhang in de Tweede Kamer zijn beslissing te herzien, gaf hij geen gehoor.
Op 7 juli 1842 werd Van den Bosch door de Staten van Zuid-Holland gekozen als Tweede Kamer-lid. Hij bleef in die functie pogingen doen bij te dragen aan het herstel van de schatkist. In januari 1844 overleed hij na een kort ziekbed op de villa Boschlust aan de Bezuidenhoutseweg die hij tussen 1836 en 1838 had laten bouwen. Hoewel Van den Bosch de uitdrukkelijke wens had geuit dat het huis en het landgoed, net zoals zijn Javaanse bezit Pondok Gedeh, in de familie zouden blijven, werd het een jaar na zijn dood door zijn kinderen te koop gezet.

## Onderscheidingen
Van den Bosch werd op 8 juli 1815 de Militaire Willemsorde 3de klasse toegekend. Bij Koninklijk Besluit d.d. 17 juni 1835 Nº 106 werd hij in de adelstand verheven met de titel van baron. Bij zijn aftreden op 25 december 1839 werd hij benoemd tot minister van Staat, terwijl hem bij Koninklijk Besluit van 25 december 1839 Nº 124 de titel werd verleend van graaf, bij recht van eerstgeboorte. Kort na zijn dood werd een gedenkpenning te zijner ere geslagen.